# Satz von Behnke und Stein
In der Mathematik ist der Satz von Behnke und Stein ein Lehrsatz der Funktionentheorie. Er besagt, dass jede zusammenhängende offene Riemannsche Fläche eine Steinsche Mannigfaltigkeit ist. Benannt ist er nach Heinrich Behnke und Karl Stein, die ihn 1939 bewiesen.